# Halo of Blood
Halo of Blood è l'ottavo album in studio del gruppo musicale finlandese Children of Bodom, pubblicato dalla Nuclear Blast il 29 maggio 2013 in Giappone e nel giugno 2013 nel resto del mondo.

## Produzione
Il batterista Jaska Raatikainen ha definito l'album molto "oscuro" e influenzato dal black metal.
Il tastierista Janne Wirman dichiarò, verso la fine del 2012, che il lavoro sarebbe uscito tra l'aprile e il maggio del 2013. Il 19 maggio 2013 fu annunciato il titolo dell'album, prima della sua pubblicazione il 29 maggio in Giappone, il 6 giugno in Europa e l'11 giugno in Nord America.
Si tratta dell'ultimo album pubblicato con il chitarrista Roope Latvala, allontanato dalla formazione nel maggio 2015.

## Tracce
Testi e musiche di Alexi Laiho, eccetto dove indicato.
1. Waste of Skin – 4:16
2. Halo of Blood – 3:12
3. Scream for Silence – 4:09
4. Transference – 3:58
5. Bodom Blue Moon (The Second Coming) – 4:14
6. The Days Are Numbered – 3:40
7. Dead Man’s Hand on You – 4:58
8. Damaged Beyond Repair – 4:20
9. All Twisted – 4:51
10. One Bottle and a Knee Deep – 4:02

Traccia bonus nell'edizione limitata
1. Sleeping in My Car (Roxette cover) – 3:19 (Per Gessle)

Tracce bonus nell'edizione giapponese
1. Crazy Nights (Loudness cover) – 4:25 (testo: Minoru Niihara – musica: Akira Takasaki)
2. Sleeping in My Car (Roxette cover) – 3:19 (Per Gessle)

## Formazione
Gruppo
- Alexi Laiho – voce, chitarra solista
- Roope Latvala – chitarra ritmica, cori
- Henkka Seppälä – basso, cori
- Jaska Raatikainen – batteria, cori
- Janne Wirman – tastiera

Produzione
- Peter Tägtren – produzione
- Mikko Karmila – missaggio
- Mika Jussila – mastering